# Jacques Carrey
Pour les articles homonymes, voir Carrey.
Jacques Carrey est un artiste français (né le 12 janvier 1649 à Troyes et mort le 18 février 1726 à Troyes).

## Œuvres

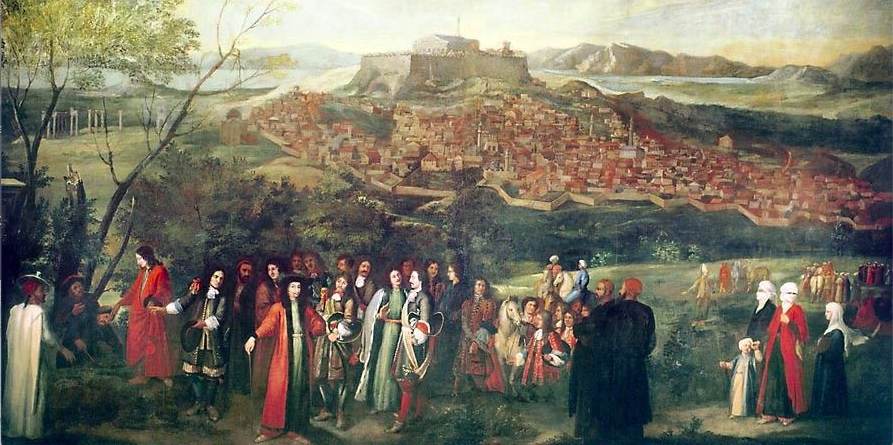
Vue d'Athènes en 1674, musée des Beaux-Arts de Chartres.

- Chartres, musée des Beaux-Arts : Vue d'Athènes en 1674, tableau peint pour le marquis de Nointel ;
- Paris, musée du Louvre : on lui attribue, peut-être à tort[1], de précieux dessins du monde ottoman et du Parthénon (1674)[2] ;
- Troyes, église Saint-Pantaléon, six toiles illustrant les miracles et le martyre de saint Pantaléon, 1720.

## Biographie
Au service de Charles Olier, marquis de Nointel (1635-1685) qui fut ambassadeur de France (1670-1680) auprès de la Sublime Porte, Jacques Carrey dessina (plus vraisemblablement le peintre Arnould de Vuez) la vie du monde ottoman, et surtout, en 1674, les sculptures du Parthénon encore en place, juste avant la catastrophe de la canonnade vénitienne et de l'explosion de 1687.

## Publications
En 1848, parut un ouvrage illustré d'après  des dessins (selon cet ouvrage) de Carrey : Le Parthénon document pour servir à  une restauration réunis et publié par L. de Laborde membre de l'Institut, Paris, Leleux, 1848,… elles contiennent, dans les 18 planches, tous les dessins faits par J. Carrey, à Athènes, en 1674,….